# Peros Banhos
Peros Banhos är en obebodd atoll i norra delen av Brittiska territoriet i Indiska oceanen.

## Öar
Peros Banhos består av 32 öar, vilket är cirka hälften av antalet öar i Chagosöarna. De individuella öarna listas nedan medurs, med start i söder:
| Karta över Peros Banhos | Sydvästra delen                                                                                                | Nordvästra delen | Östra delen |
| ----------------------- | --- | --- | --- |
|                         | - Île Fouquet - Mapou de l'Île du Coin - Île du Coin - Île Anglaise - Île Monpâtre - Île Gabrielle - Île Poule | - Petite Soeur - Grande Soeur - Île Finon - Île Verte - ö utan namn - Île Manon - Île Pierre - Île Diable - Petite Île Mapou - Grande Île Mapou - Île Diamant | - Île de la Passe - Moresby Island - Île Saint-Brandon - Île Parasol - Île Longue - Grande Île Bois Mangue - Petite Île Bois Mangue - Île Manoël - ö utan namn - Île Yeye - Petite Île Coquillage - Grande Île Coquillage - Coin du Mire - Île Vache Marine |